# فقاعة (فلم 2022)
فقاعة هو فيلم أنمي ياباني قادم من إنتاج شركة ويت أستوديو وإخراج تيتسورو أراكي وتأليف غين أوروبوتشي وتصميم الشخصيات من قبل تاكيشي أوباتا والموسيقى من تأليف هيرويوكي ساوانو. سيتم عرضه على نتفليكس في أبريل 2022 بعد ذلك سيطرح في صالات العرض في اليابان في مايو 2022.

## وصلات خارجية
- مقالات تستعمل روابط فنية بلا صلة مع ويكي بيانات